# Myodes rufocanus
Myodes rufocanus es una especie de roedor de la familia Cricetidae.

## Distribución geográfica
Se encuentra en Japón y Rusia. 

## Hábitat
Su hábitat natural son los bosques templados.